# Зубр (рух)

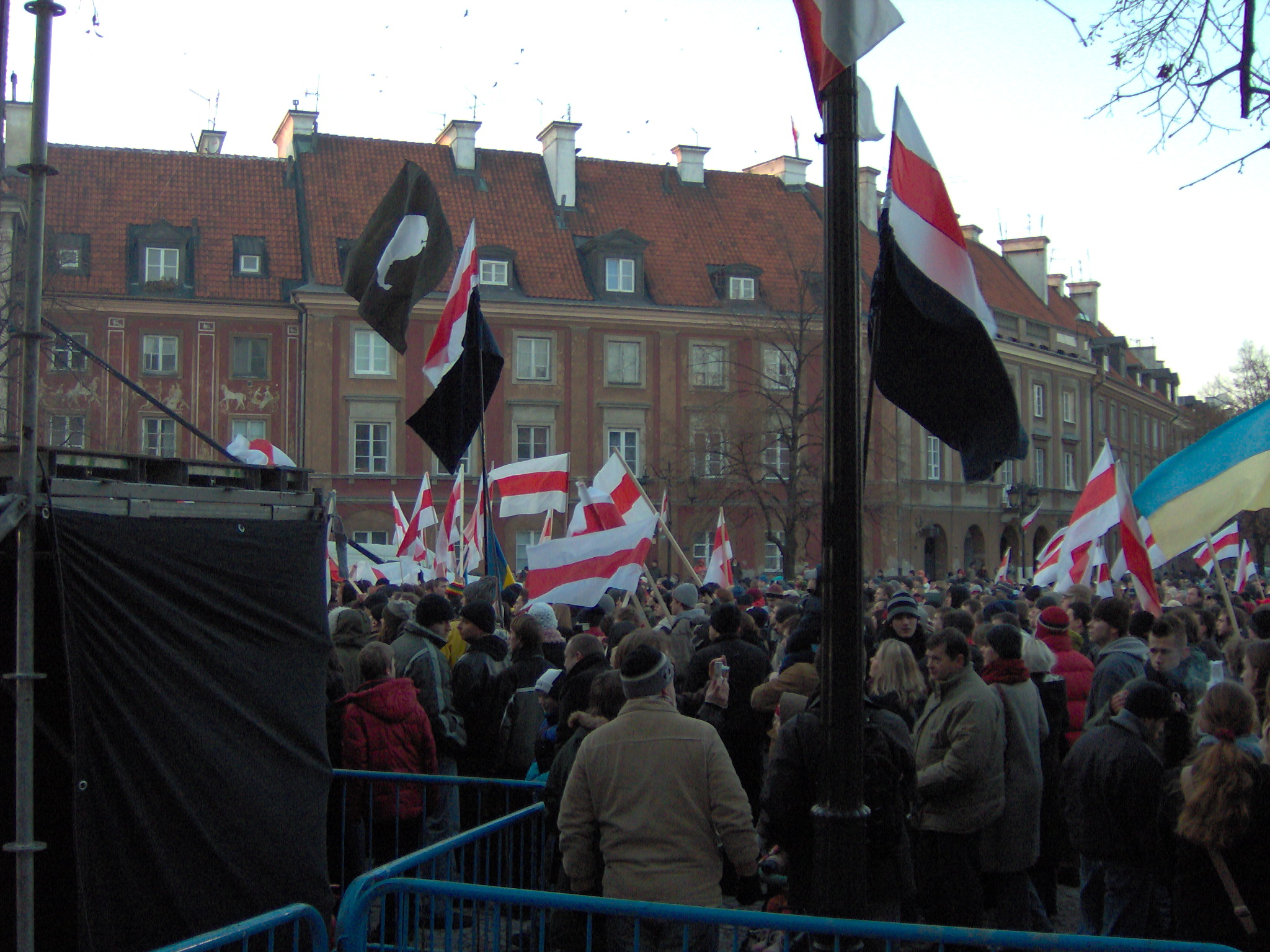
Чорні прапори Зубру на концерті "Солідарні з Білоруссю" у Варшаві 12 березня 2006 року

Зубр — незареєстрований молодіжний рух ненасильницького спротиву в Білорусі, який відкрито протистояв режиму Лукашенка.
Організація з'явилася у 2001 році перед президентськими виборами. 
Після президентських виборів 2006 року оголосила про саморозпуск.